# Karen Black
Karen Black (Park Ridge, 1 de julho de 1939 – Los Angeles, 8 de agosto de 2013) foi uma atriz estado-unidense.

## Biografia

### Década de 1960
Karen Black entrou para a universidade Northwestern em Chicago, com 15 anos e de lá saiu dois anos mais tarde. Estudou com Lee Strasberg em Nova Iorque e interpretou diversos papéis na Broadway. Iniciou-se no cinema em You're a Big Boy Now de Francis Ford Coppola (1966). Depois e até 1968 trabalhou para a televisão nas séries The F.B.I., Run for Your Life e Os Invasores. Em 1969 entra em Hard Contract com Lee Remick, e obtém algum reconhecimento com Easy Rider.

### Década de 1970
Após o sucesso do filme, Karen Black surge no filme para televisão Hastings Corner (1970), antes de ser nomeada para um Óscar nesse mesmo ano, pela sua interpretação em Five Easy Pieces. É premiada com um Golden Laurel, um NBR Award, um NYFCC Award e um Golden Globe. Depois tornou-se na heroína de Jack Nicholson em Drive, He Said (1971). Depois obtém os papéis principais femininos em A Gunfight e Born to Win. Antes do grande sucesso de 1975 com Airport 1975 ao lado de Charlton Heston, Karen surge em Cisco Pike de Bill L. Norton, Portnoy's Complaint (1972) de Ernest Lehman, The Outfit de John Flynn e Rhinoceros de Tom O'Horgan. Todos estes filmes são feitos em pouco mais de dois anos. Após o sucesso de Airport 1975 e de Trilogy of Terror (com o qual receberia um TV Land Award em 2006), teria um papel em The Day of the Locust (1975) ao lado de Donald Sutherland.
Em 1975, em Viena, e durante as filmagens de Crime and Passion com Omar Sharif, são lhes propostos dois filmes: W.C. Fields e eu de Arthur Hiller, e o último filme de Alfred Hitchcock, Family Plot.
«Claro que a questão não se colocava. Trabalhar com Hitchcock seria uma experiência apaixonante, mesmo se quisesse o outro papel.», declarou no documentário de Laurent Bouzereau Plotting Family Plot (2001).
O seu papel de raptora no filme seria a mais famosa da sua carreira. Após o sucesso do filme Karen Black leva uma Medalla Sitges en Plata de Ley pelo seu desempenho em Burnt Offerings, um filme sobre uma casa assombrada. Depois vira-se para a ficção científica com Capricorn One. Segue-se, com Lee Van Cleef, The Squeeze, e depois In Praise of Older Women (1978). Participa no seu primeiro filme de guerra com 1922 (1978), e num filme de terror com Killer Fish (1979).
Karen Black faleceu em 8 de agosto de 2013, aos 74 anos, segundo comunicado publicado pelo produtor Stephen Eckelberry, com quem ela era casada.

## Curiosidade
A banda de punk, glam e shock rock The Voluptuous Horror of Karen Black foi assim batizada em homenagem à atriz Karen Black. A banda é liderada pela também atriz Kembra Pfahler.